# Staurogyne dasystachya
Staurogyne dasystachya är en akantusväxtart som beskrevs av Cornelis Eliza Bertus Bremekamp. Staurogyne dasystachya ingår i släktet Staurogyne och familjen akantusväxter. Inga underarter finns listade i Catalogue of Life.